# Nora Boas

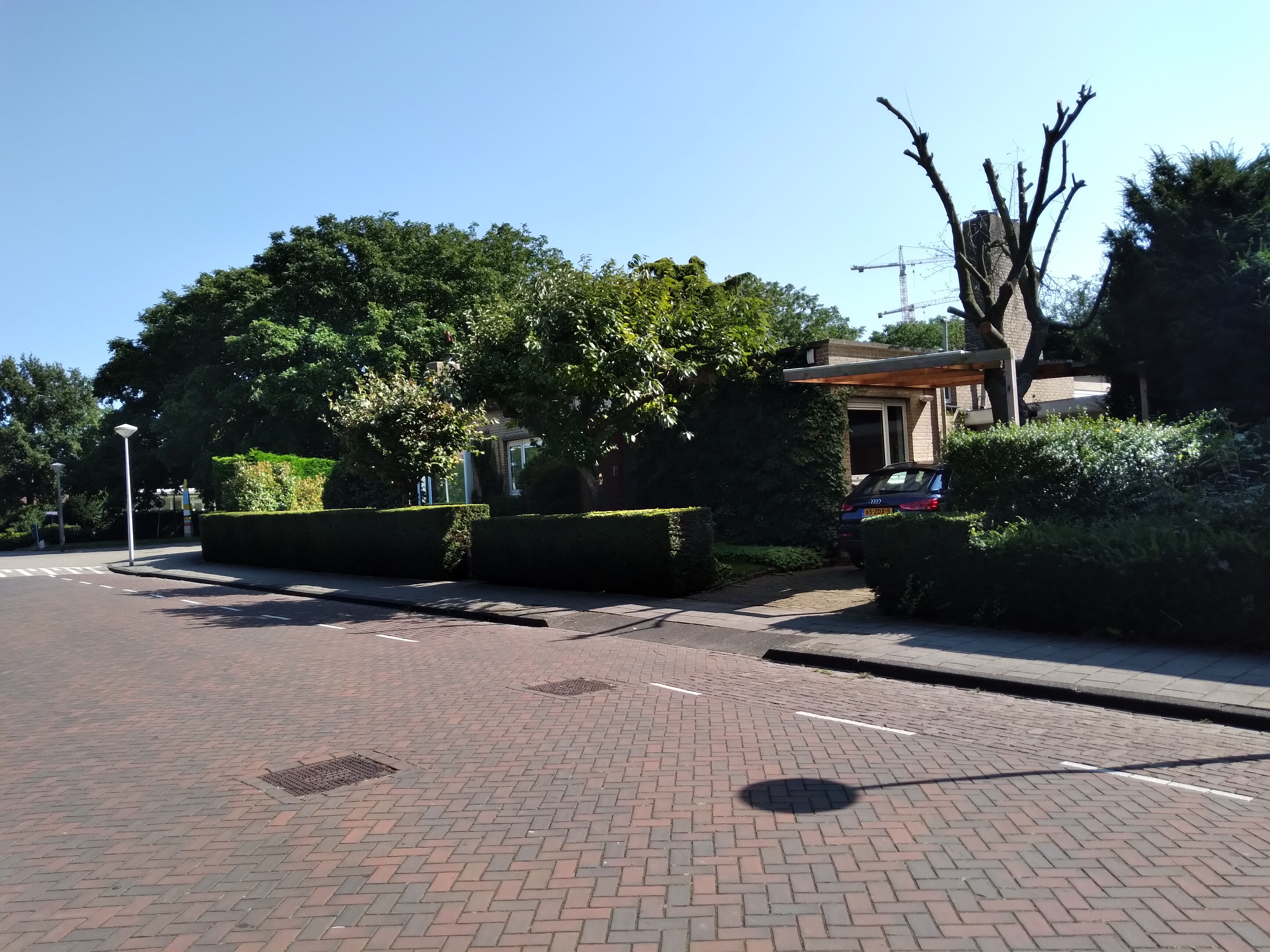
Prinses Marijkestraat 3 (september 2021)

Leonora Julia Caroline (Nora) Boas (Den Haag, 19 november 1879 – Amsterdam, 28 september 1963) was een Nederlands sopraan, pianist en muziekcriticus.
Ze was dochter van handelsagent/koopman Jacques Boas en Adèle van Raalte. Ze trad rond 1906 in Den Haag in het huwelijk met de destijds in Duitsland bekende pianist en muziekcriticus Sigmund Pisling (1869-1926), waarmee ze zich in Wenen vestigde. 
Haar opleiding genoot ze aan het Haags conservatorium onder andere bij Carel Wirtz, vervolgens bij Arthur De Greef in Brussel, Harold Bauer in Parijs en ten slotte bij Anna Schoen-René in Berlijn. Daarna volgde een serie optredens, ook deel uitmakend van het Haagsch Damestrio met Nella Gunning (violist) en Betsy Schulte/Kato van der Hoeven (cello). In 1906 zat ze achter de vleugel tijdens een concert met de Berliner Philharmoniker. Gedurende de periode 1914 tot 1934 verbleef ze in Berlijn om van daaruit concerten te geven. Ze werd er tevens criticus voor de bladen Nationalzeitung en Acht-Uhr-Abendblatt. In die periode, seizoen 1919/1920 gaf ze concerten met Die Neue Musicgesellschaft onder leiding van dirigent Hermann Scherchen. 
Ze gaf op 25 januari 1922 als zangeres de première van Acht liederen opus 18 van Paul Hindemith met pianist Felix Petterek. Hindemith droeg de eerste druk van het werk aan haar “Frau Nora Pisling-Boas” op. Twee jaar later, 25 januari 1924 was ze betrokken bij de première van Frauentanz van Kurt Weill ingebed in een ensemble onder leiding van Fritz Stiedry. Vanaf 1939 was ze woonachtig in Amsterdam-Zuid met als laatste adres Prinses Marijkestraat 3, waar ze samen woonde met Henriëtte Polak. Ze correspondeerde ook wel met cellist Pablo Casals.  